# Mageshima
Mageshima (馬毛島), Hán-Việt: Mã Mao đảo) là một trong những quần đảo Satsunan, thường được phân loại với quần đảo Ōsumi thuộc tỉnh Kagoshima, Nhật Bản. Nó được quản lý bởi thành phố Nishinoomote trên Tanegashima.

## Địa lý

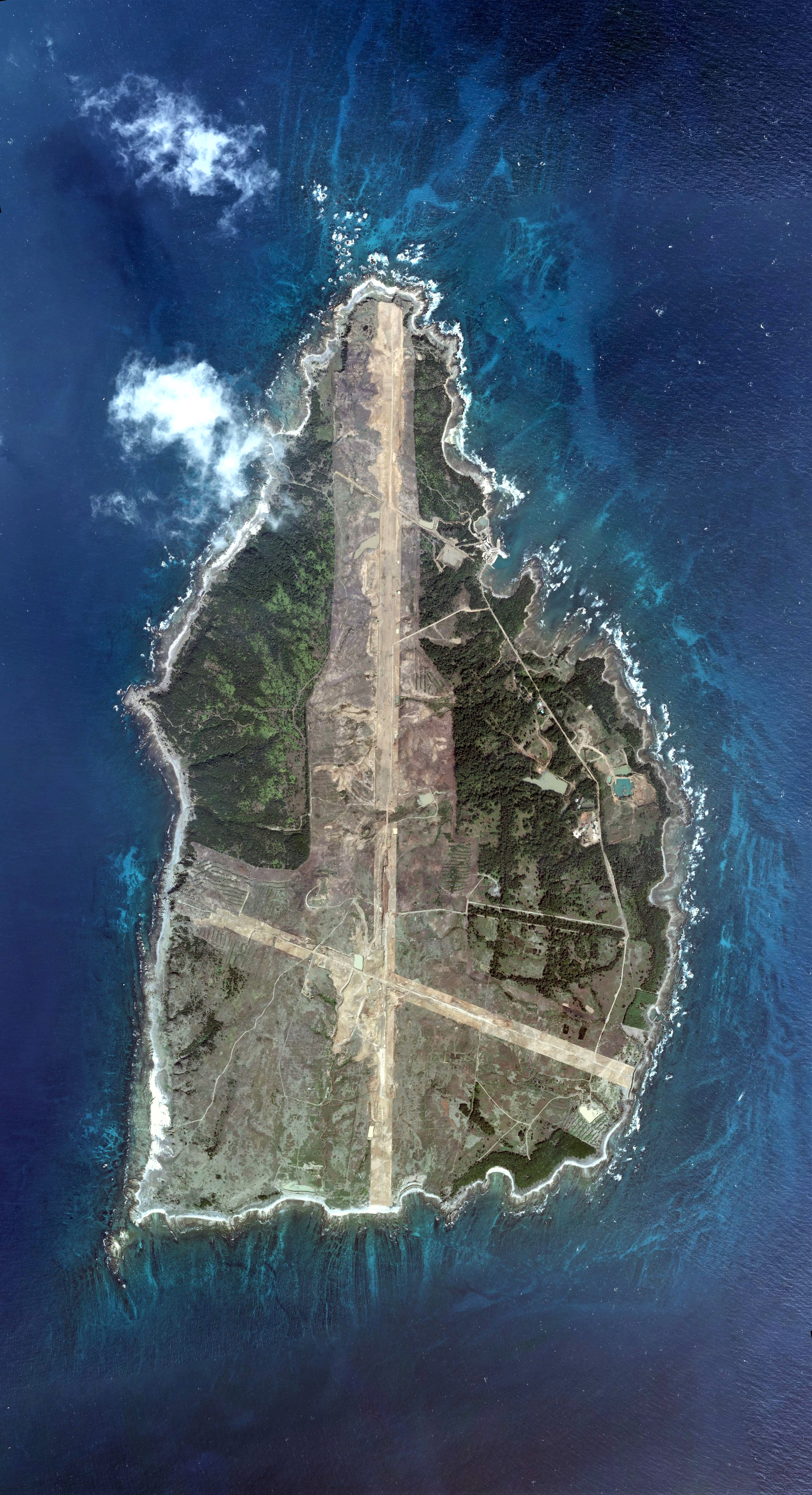
Đảo Mage

Mageshima nằm cách Tanegashima 12 km (6,5 nmi) về phía tây. Hòn đảo này có nguồn gốc núi lửa và có diện tích khoảng 8,2 km2 với chu vi 16,5 km (10,3 mi).. Độ cao cao nhất trên đảo là Takenokoshi, với độ cao 71,7 mét (235 ft) so với mực nước biển.
Khí hậu đảo đảo được phân loại là cận nhiệt đới, với mùa mưa từ tháng 5 đến tháng 9.

## Lịch sử
Mageshima đã bị chiếm đóng, ít nhất là theo mùa, kể từ thời kỳ Kamakura, khi ngư dân từ Tanegashima láng giềng sử dụng nó như một cơ sở hoạt động. Người dân đã được sơ tán trong thế chiến II vì lý do an ninh. Năm 1951, một nỗ lực đã được thực hiện để xâm chiếm hòn đảo với sự trợ giúp của chính phủ và dân số đảo đạt đến đỉnh điểm là 528 người trong 113 hộ gia đình vào năm 1958. Nền kinh tế của đảo dựa trên việc sản xuất mía và giấm, cũng như đánh bắt cá thương mại. Tuy nhiên, những khó khăn với nông nghiệp do sâu bệnh và do nước ngoài hoàn thành khiến nhiều người dân đảo phải từ bỏ hòn đảo này từ cuối những năm 1960.
Năm 1974, Ngân hàng Heiwa Sogo bắt đầu một liên doanh nghỉ dưỡng và lên kế hoạch xây dựng khu dự trữ dầu quốc gia trên đảo, nhưng cả hai kế hoạch đều không thành hiện thực. Vào tháng 3 năm 1980, cư dân cuối cùng rời đảo. Năm 1995, một công ty con của Tateishi Construction đã mua lại hòn đảo và công bố kế hoạch xây dựng một bãi đáp cho tàu con thoi của Nhật Bản, HOPE-X, trên đảo. Các kế hoạch khác để thiết lập một cơ sở lưu trữ nhiên liệu hạt nhân đã qua sử dụng cũng đã được công bố. Tuy nhiên, sau đó không có công trình nào được thực hiện và dự án HOPE-X đã bị hủy bỏ vào năm 2003. Năm 2009, Mageshima đã được xem xét như là một địa điểm có thể di dời cho Trạm không quân thủy quân lục chiến Futenma ở Ginowan, Okinawa, hoặc ít nhất là một địa điểm cho Hải quân Hoa Kỳ di dời khóa huấn luyện chạm và đi của tàu sân bay. Tuy nhiên, Tateishi Construction sau đó đã bị điều tra vì gian lận thuế và thông đồng với các chính trị gia về dự án. Việc chặt cây rừng ban đầu để xóa một khu vực cho các đường băng được đề xuất đã được thực hiện mà không có giấy phép, và vào tháng 9 năm 2011, ngư dân địa phương đã đệ đơn kiện cáo buộc thiệt hại cho ngư trường do dòng chảy gia tăng bị tạo ra bởi việc khai thác bất hợp pháp.
. Ngày 9 tháng 1 năm 2019, 
Bộ Quốc phòng Nhật Bản đã quyết định chi khoảng 16 tỉ yên để mua lại đảo này nhằm phục vụ cho hoạt động tập trận với tàu sân bay Mỹ để tránh ảnh hưởng đến các khu dân cư..